# Harvey Cedars
Harvey Cedars és una població dels Estats Units a l'estat de Nova Jersey. Segons el cens del 2007 tenia 392 habitants.

## Demografia
Segons el cens del 2000, Harvey Cedars tenia 359 habitants, 167 habitatges, i 112 famílies. La densitat de població era de 252 habitants/km².
Dels 167 habitatges en un 16,8% hi vivien nens de menys de 18 anys, en un 61,7% hi vivien parelles casades, en un 4,2% dones solteres, i en un 32,9% no eren unitats familiars. En el 29,3% dels habitatges hi vivien persones soles el 15,6% de les quals corresponia a persones de 65 anys o més que vivien soles. El nombre mitjà de persones vivint en cada habitatge era de 2,15 i el nombre mitjà de persones que vivien en cada família era de 2,61.
Per edats la població es repartia de la següent manera: un 14,5% tenia menys de 18 anys, un 4,2% entre 18 i 24, un 22% entre 25 i 44, un 29% de 45 a 60 i un 30,4% 65 anys o més.
L'edat mediana era de 54 anys. Per cada 100 dones de 18 o més anys hi havia 106 homes.
La renda mediana per habitatge era de 61.875 $ i la renda mediana per família de 69.722 $. Els homes tenien una renda mediana de 71.042 $ mentre que les dones 32.361 $. La renda per capita de la població era de 36.757 $. Aproximadament el 2,6% de les famílies i el 5,1% de la població estaven per davall del llindar de pobresa.

## Poblacions més properes
El següent diagrama mostra les poblacions més properes.